# سیست‌آدنوم سروزی تخمدان
سیست‌آدنوم سروزی تخمدان (انگلیسی: Ovarian serous cystadenoma) شایع‌ترین تومور تخمدان است که ۲۰ درصد از کل تومورهای تخمدان را تشکیل می‌دهد و خوش‌خیم است. زیر میکروسکوپ این تومور شباهت‌هایی به تومور سروزی (شایع‌ترین نوع بدخیم سرطان تخمدان) دارد. توجه کنید که سیست‌آدنوم سروزی تخمدان هیچ ربطی به سیست‌آدنوم سروزی لوزالمعده ندارد و داشتن یکی از آنها به این مفهوم نیست که احتمال بروز دیگری هم بالا می‌رود.
سیست‌آدنوم سروزی تخمدان بیشترین درصد تومورهای خوش‌خیم تخمدان و بیش از ۵۰ تا ۸۰ درصد از تمام تومورهای خوش‌خیم اپیتلیومی تخمدان را تشکیل می‌دهد. شیوع آن بین ۶۰ تا ۷۰ سالگی به اوج خود می‌رسد. سیست‌آدنوم سروزی تخمدان حدود ۲۵ درصد از کل تومورهای سروزی را شامل می‌شود.

### تصاویر میکروسکوپی

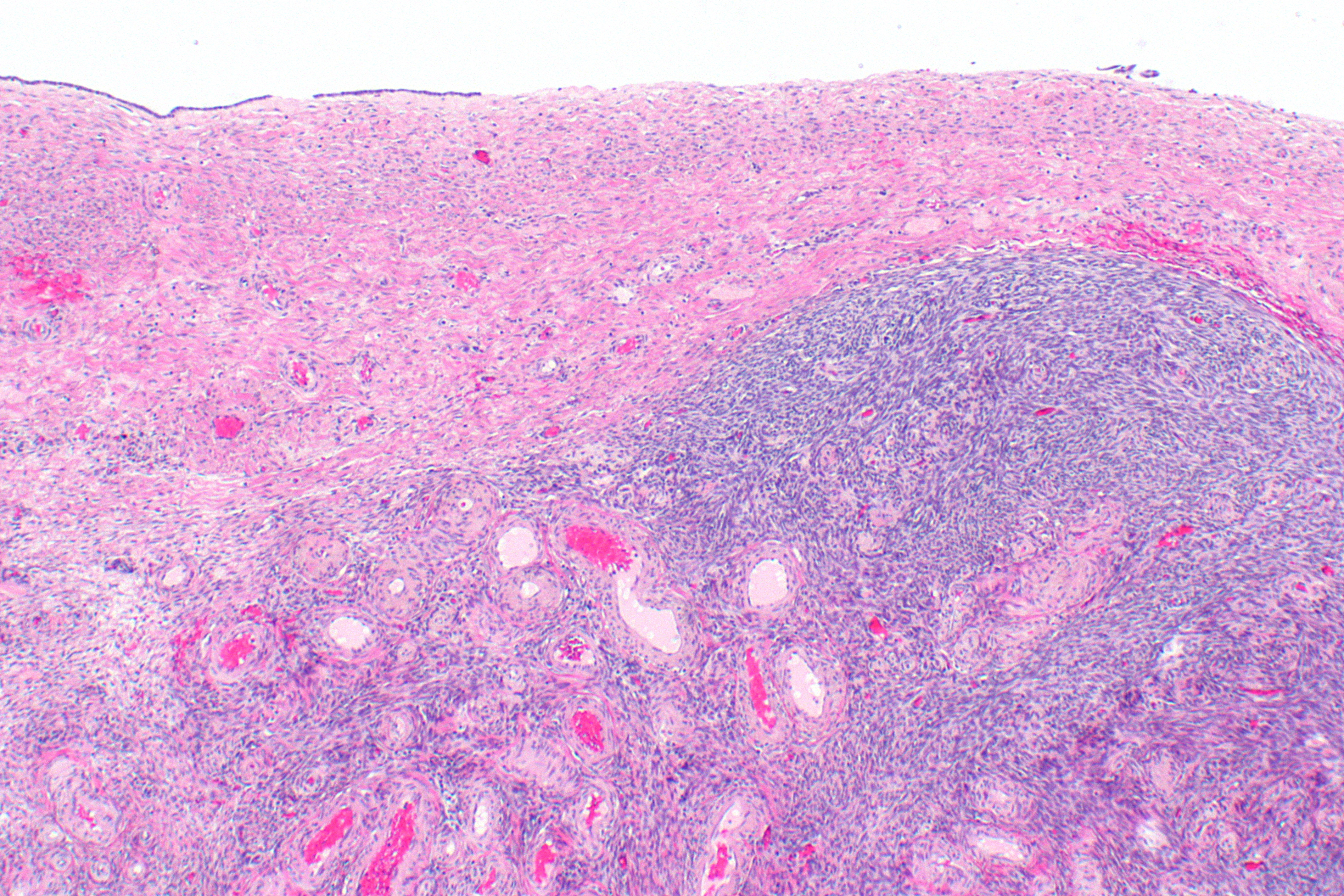
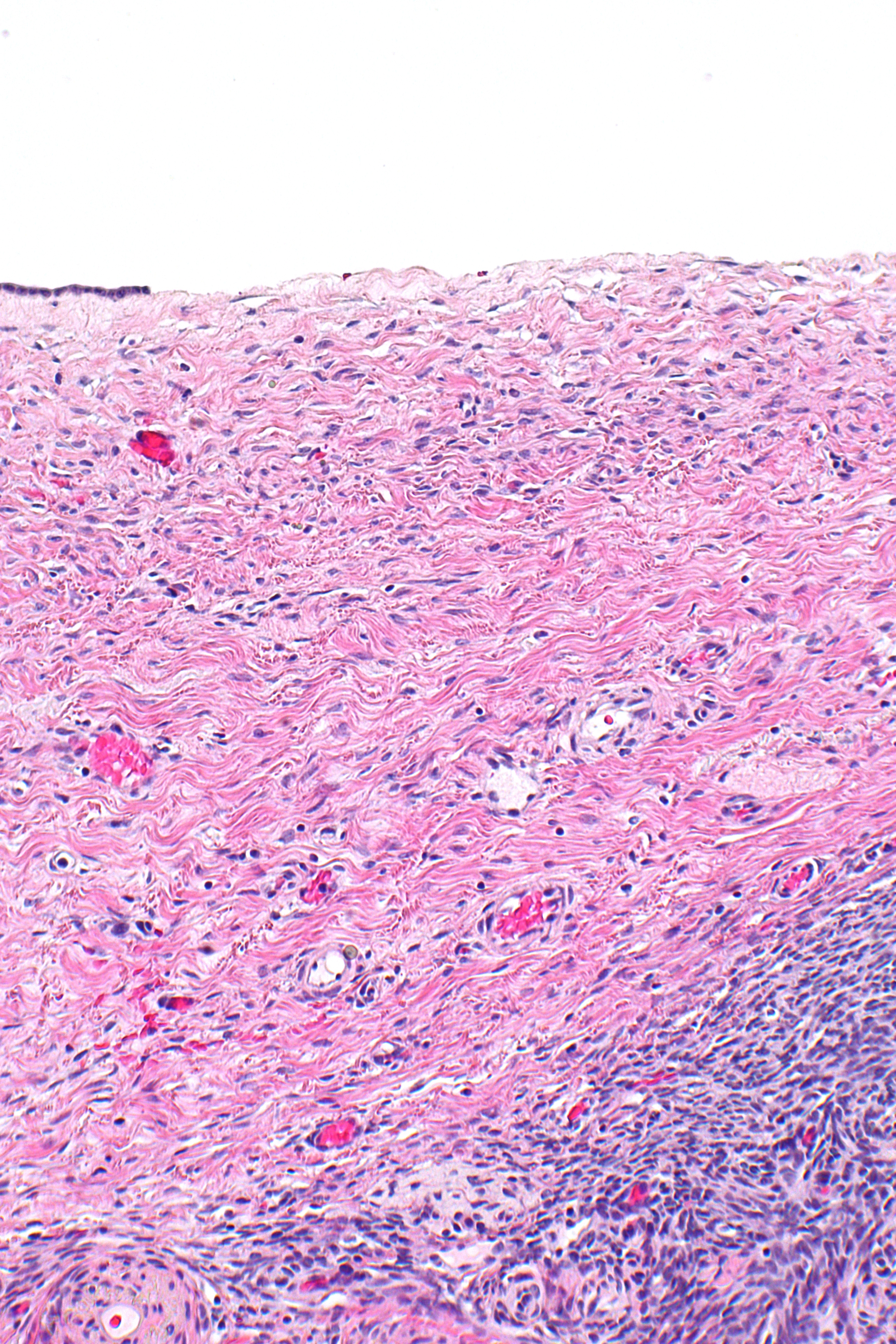
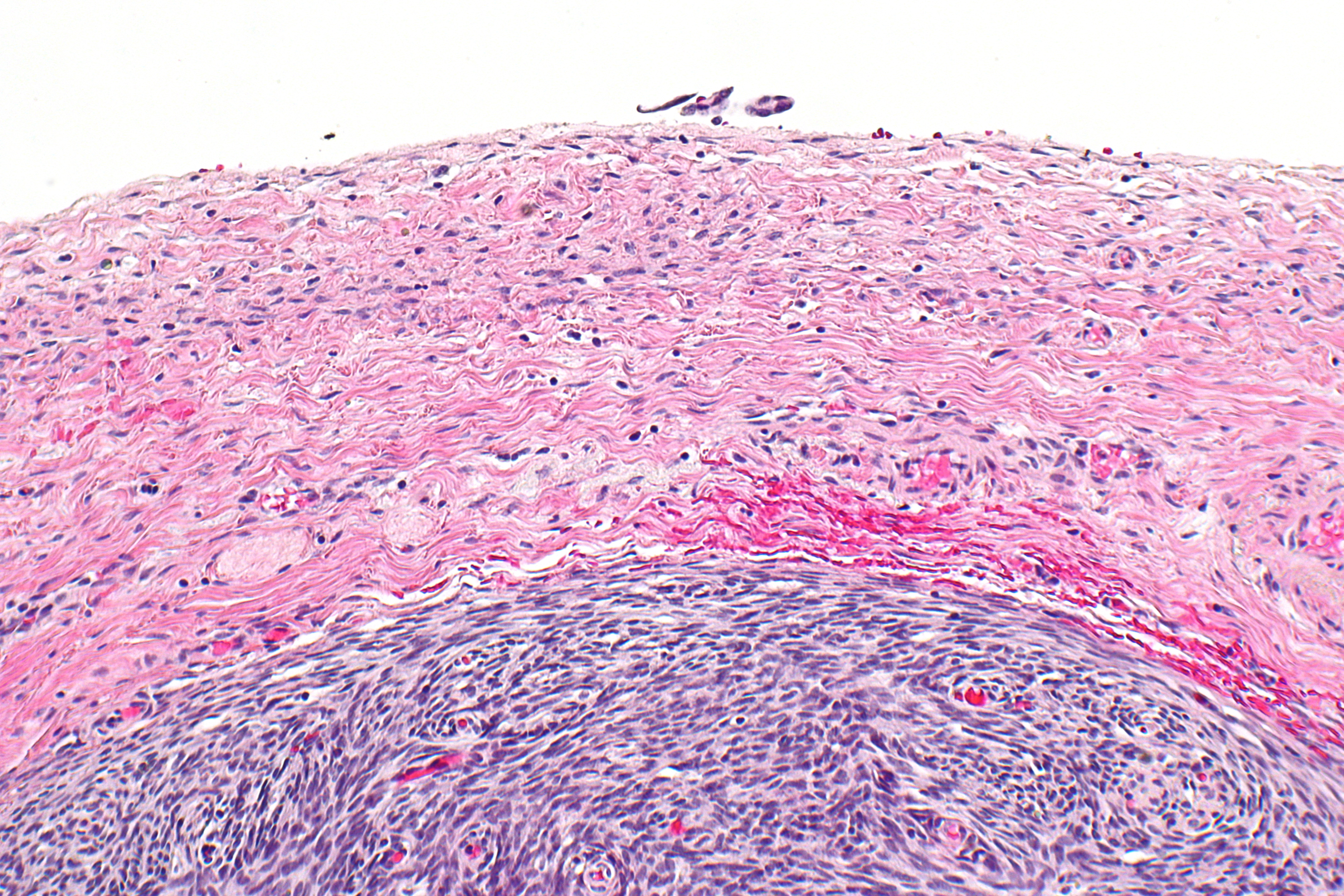
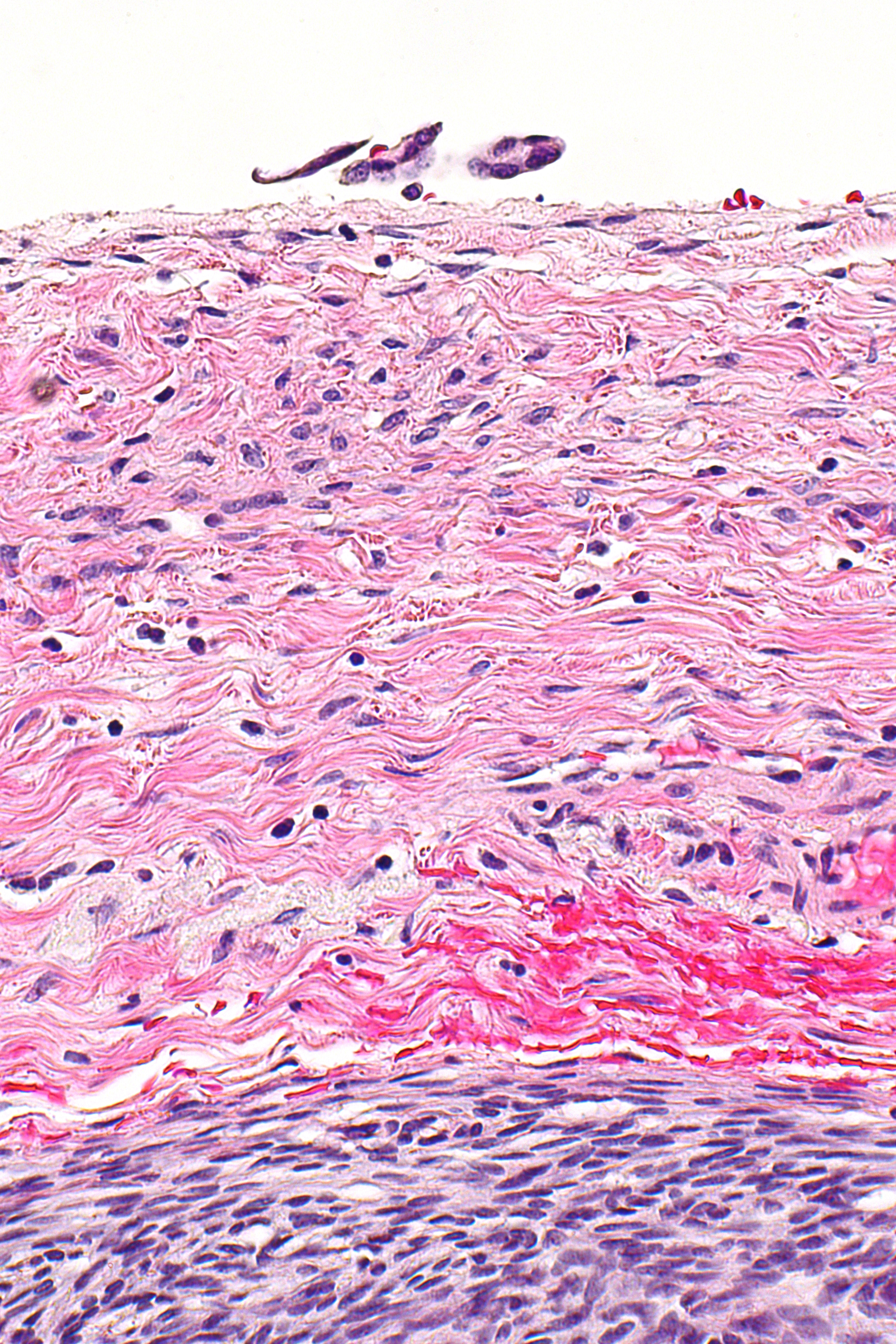
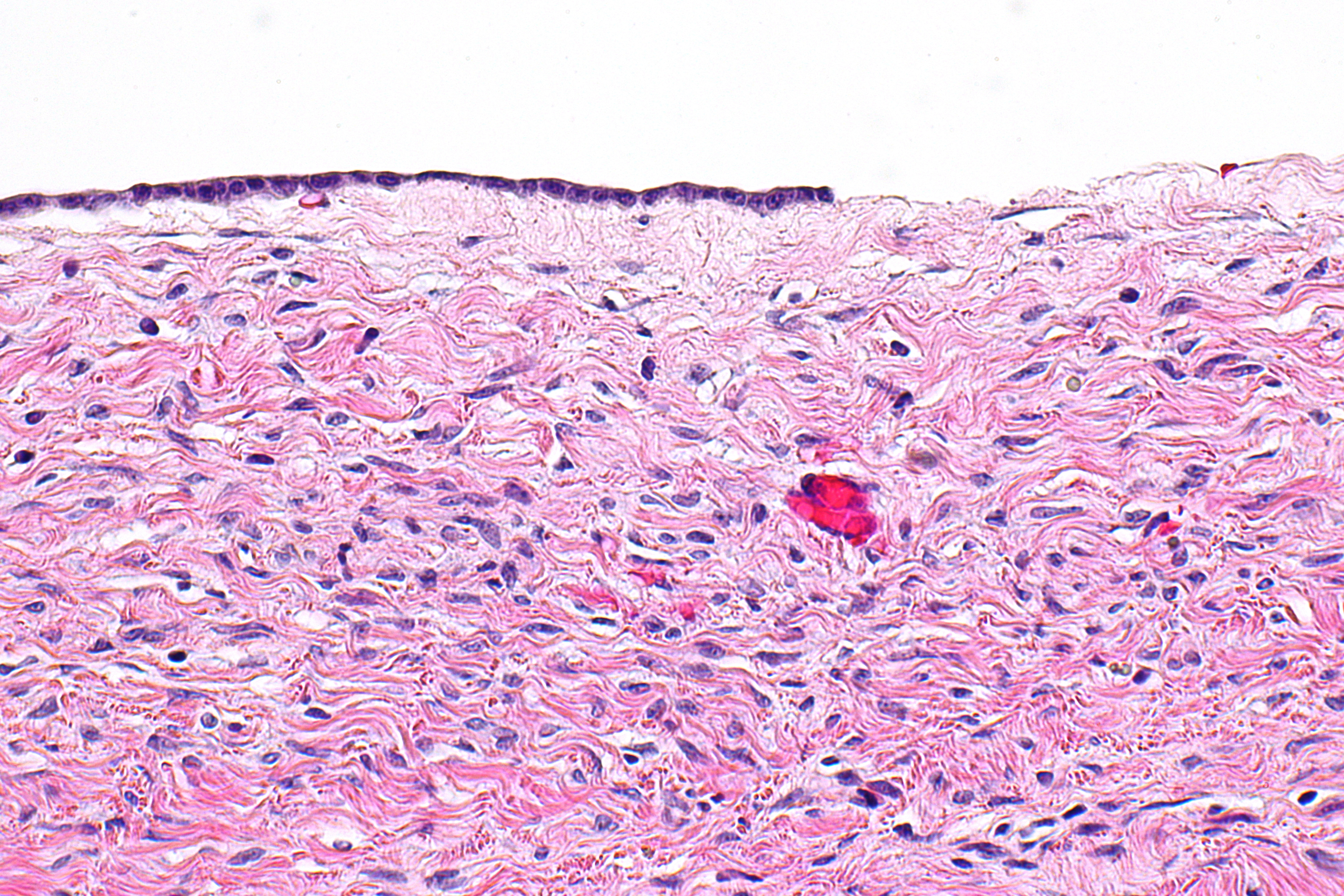
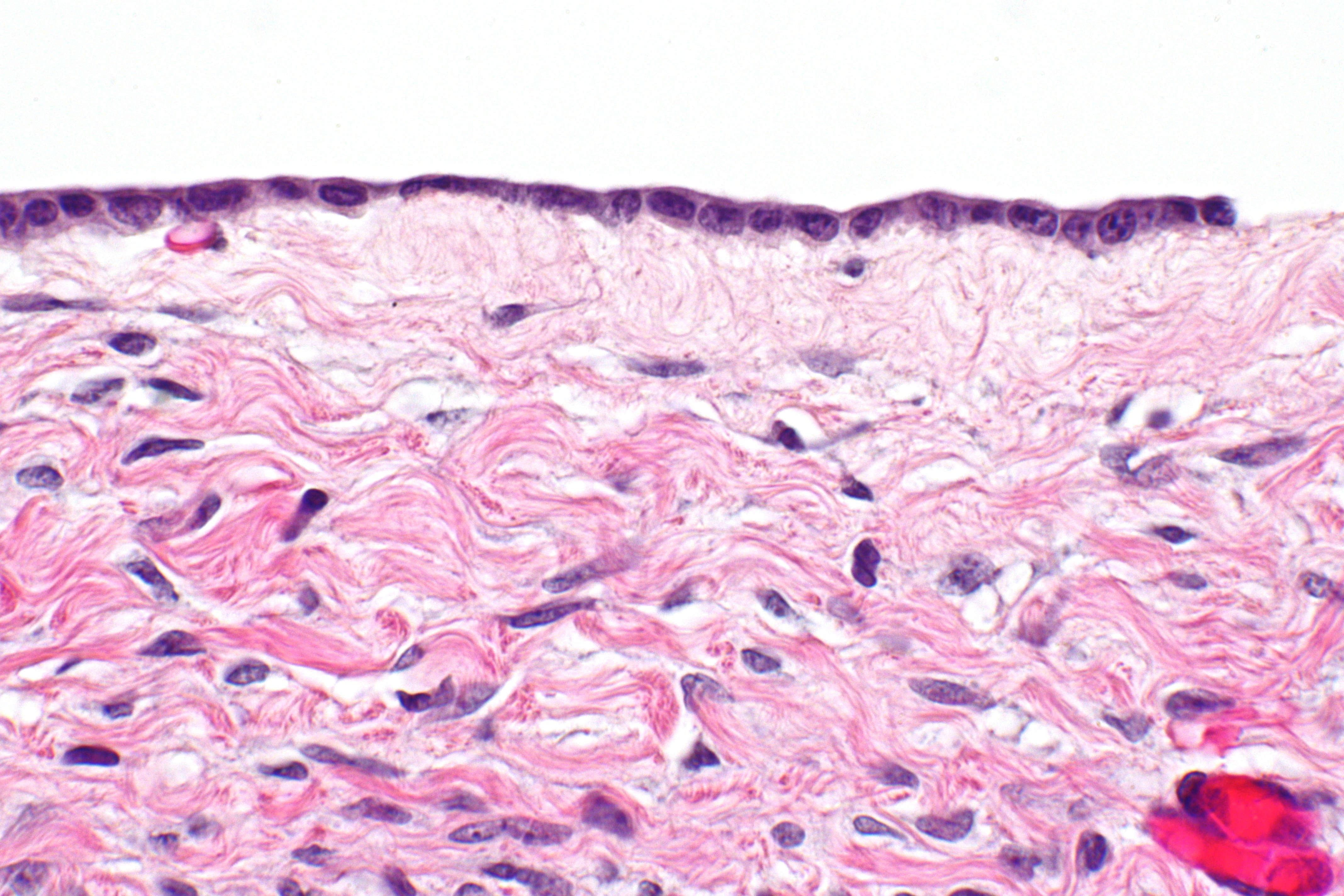
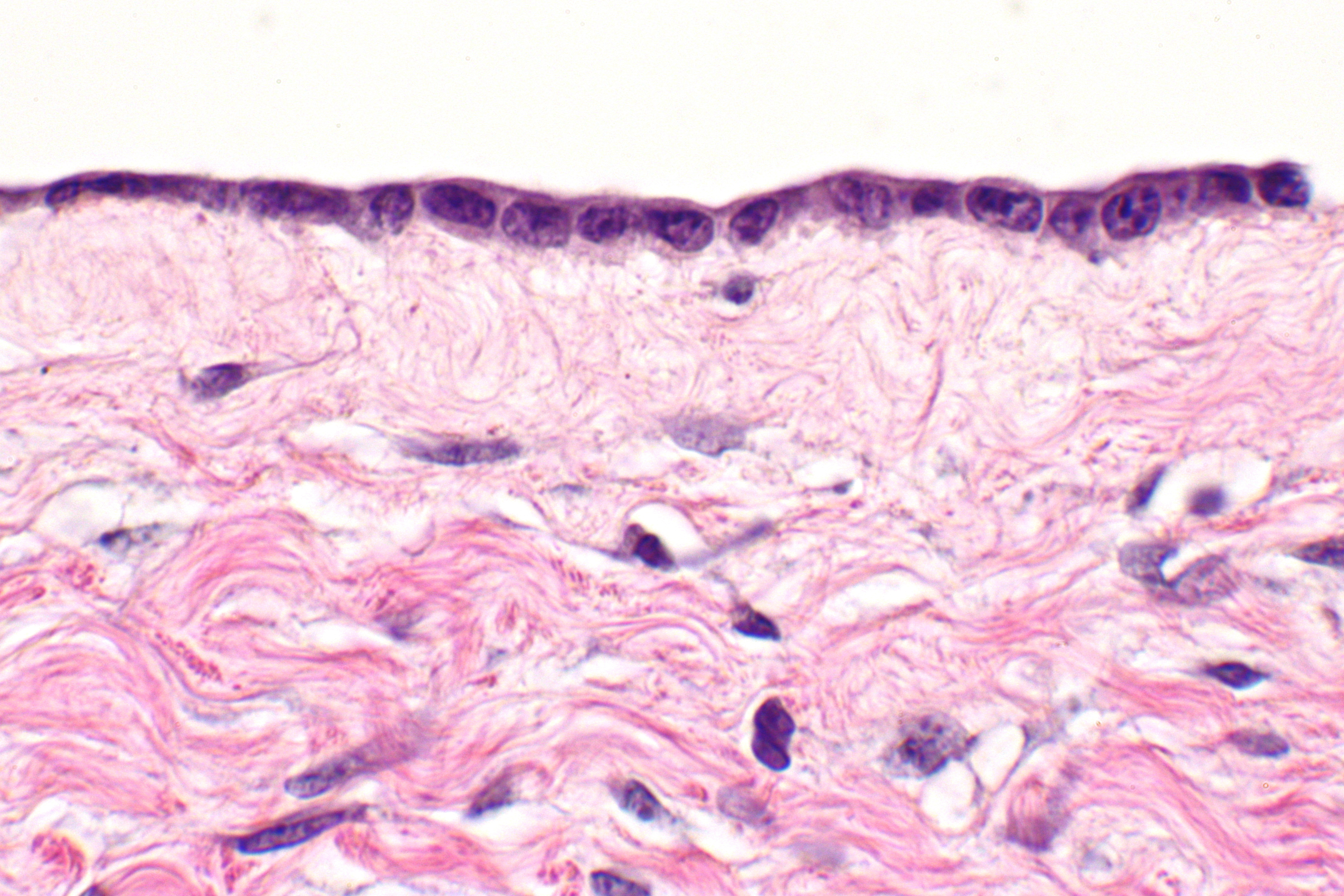